# Liste des meilleurs intercepteurs en NBA en carrière
Cette page présente la liste des meilleurs intercepteurs en NBA en carrière en saison régulière.

## Explications
Actuellement, 7 joueurs de cette liste sont encore en activité. Les interceptions sont comptabilisées depuis la saison NBA 1973-1974. Certaines statistiques de joueurs se trouvent être sous-évaluées, soit du fait de la non-prise en compte des interceptions durant une grande partie de leur carrière en NBA antérieure à 1973, soit du fait d'avoir évolué dans la ligue concurrente de l'époque, la ABA.

## Classement

### Joueurs les plus prolifiques
| ^ | Joueur en activité en NBA                                       |
| * | Joueur intronisé au Basketball Hall of Fame                     |
| ° | Joueur ne répondant pas aux critères du Basketball Hall of Fame |

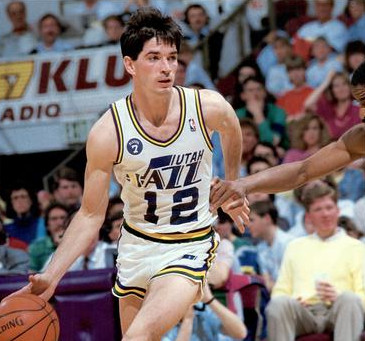
John Stockton (1er)

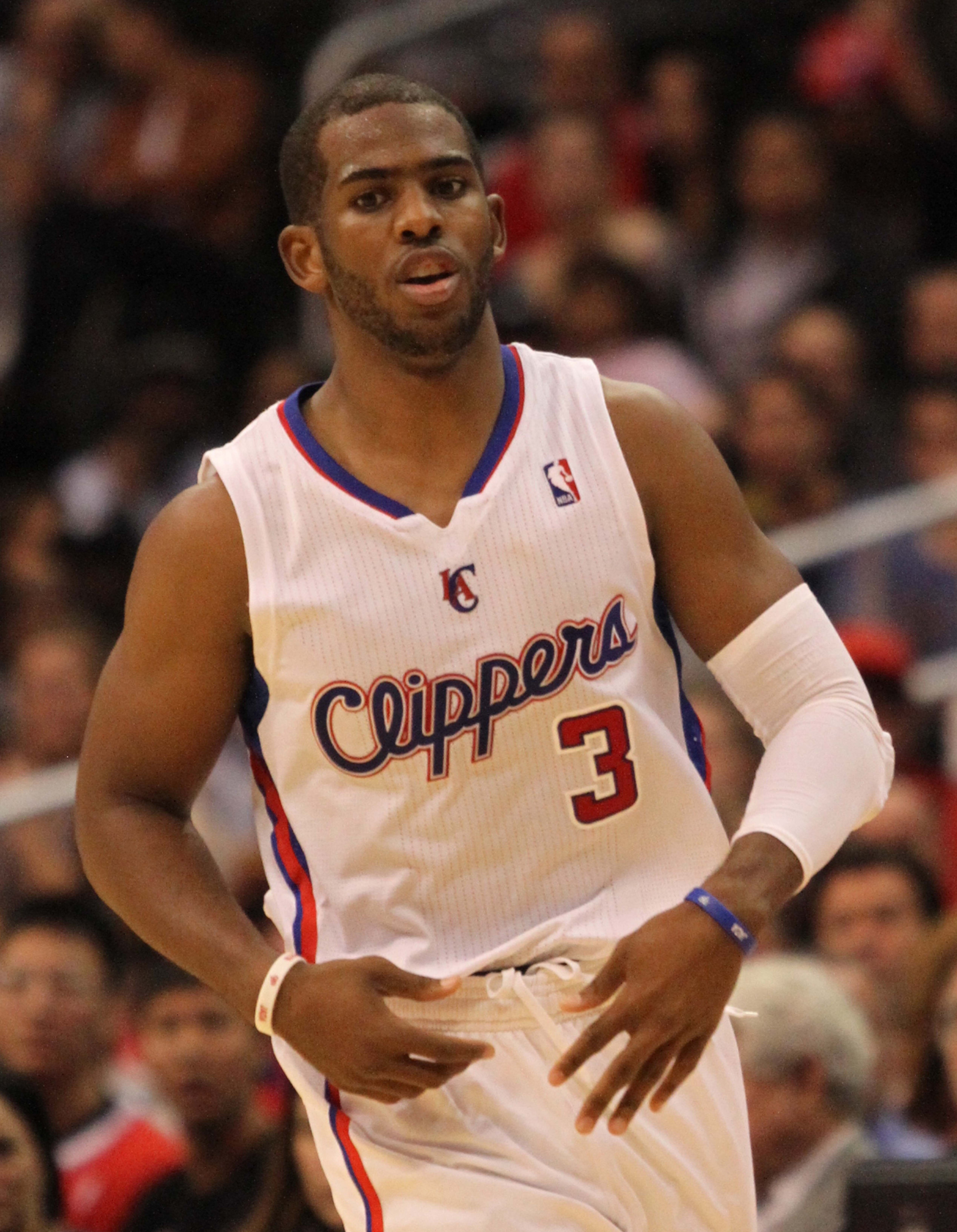
Chris Paul (2e)

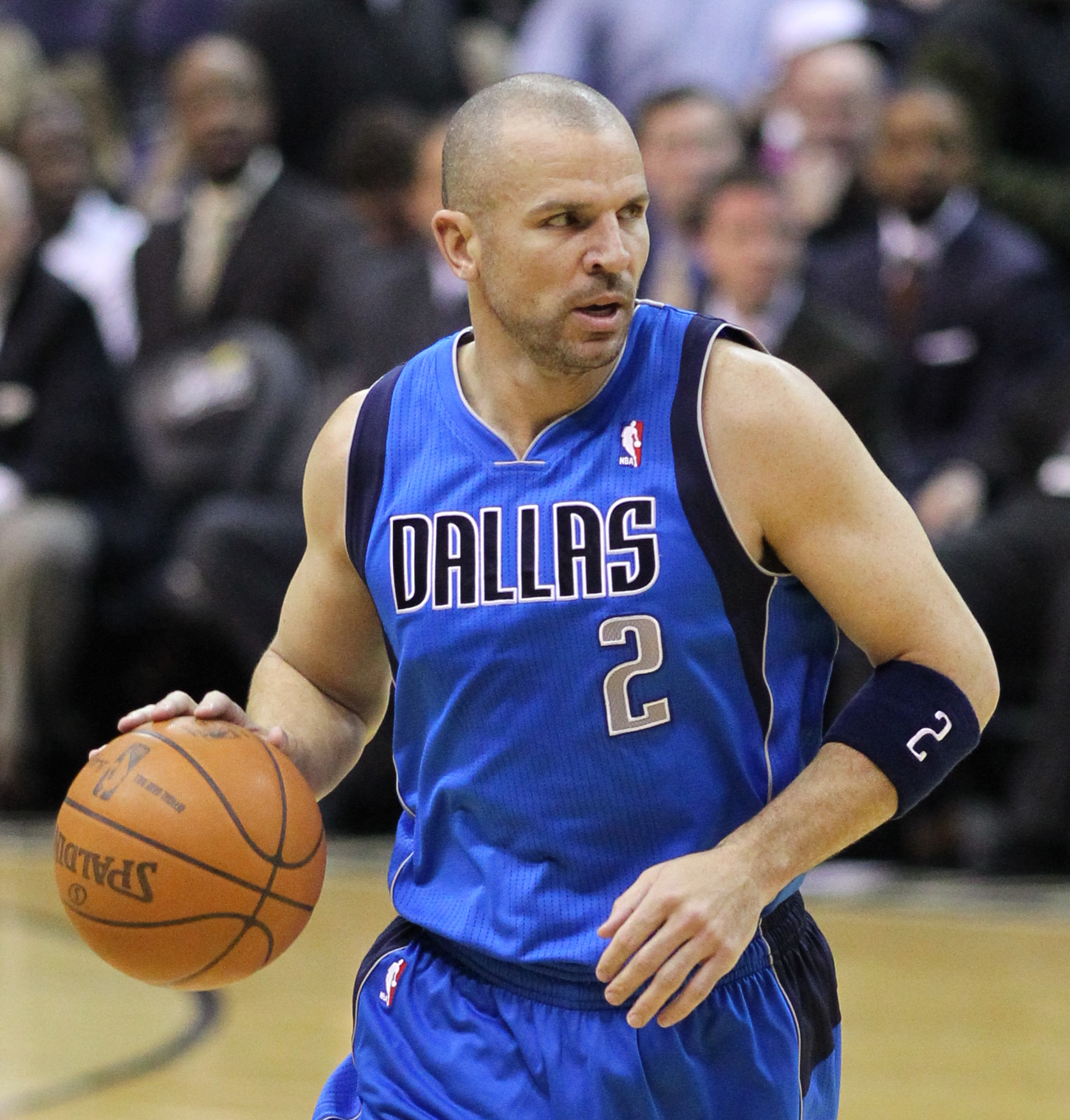
Jason Kidd (3e)

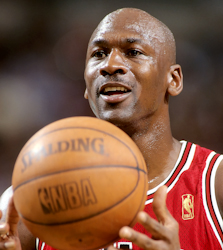
Michael Jordan (4e)

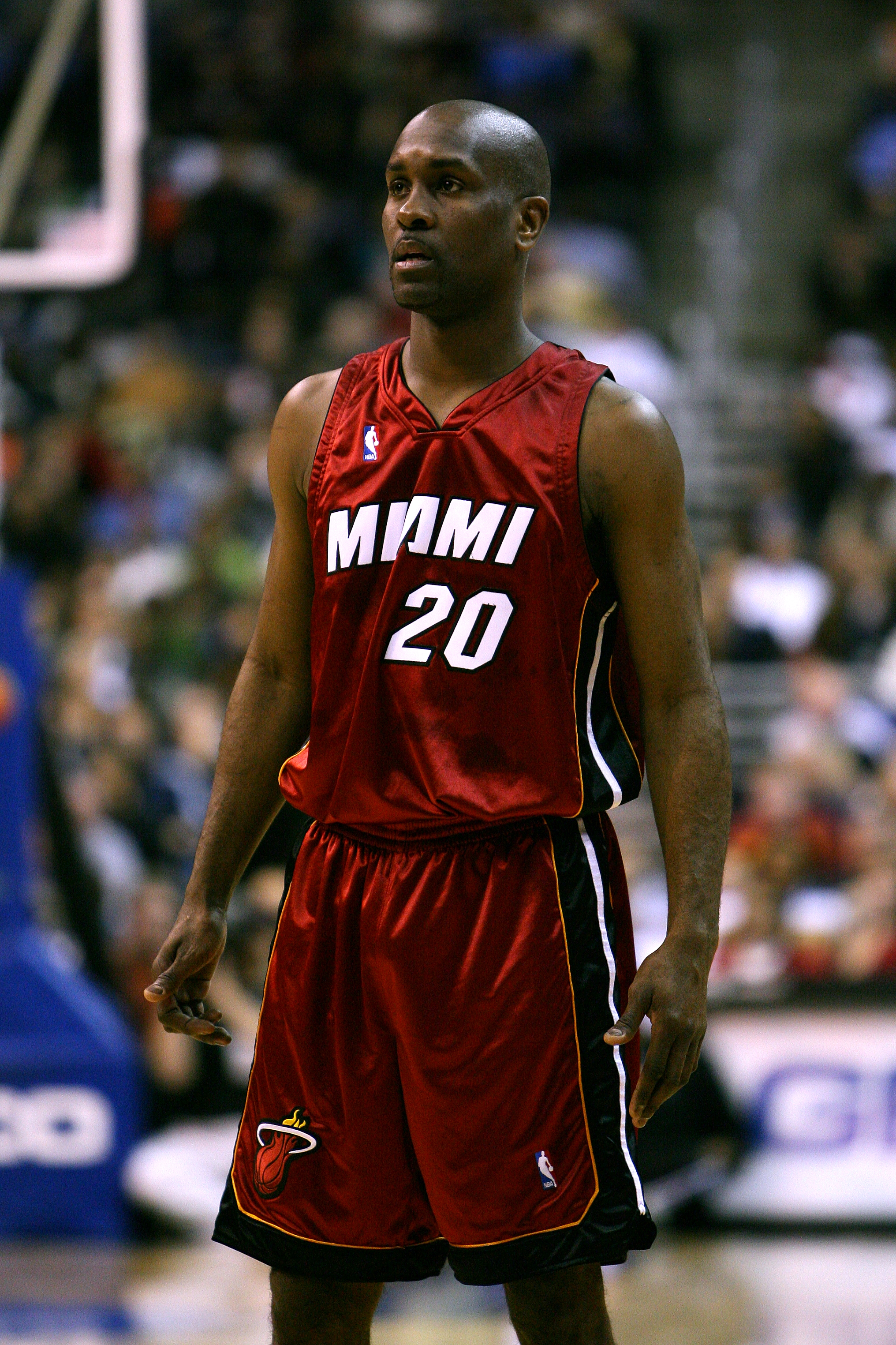
Gary Payton (5e)

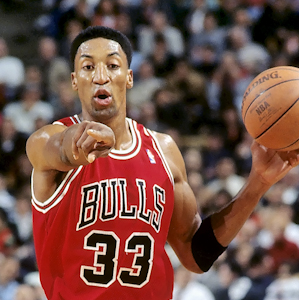
Scottie Pippen (7e)

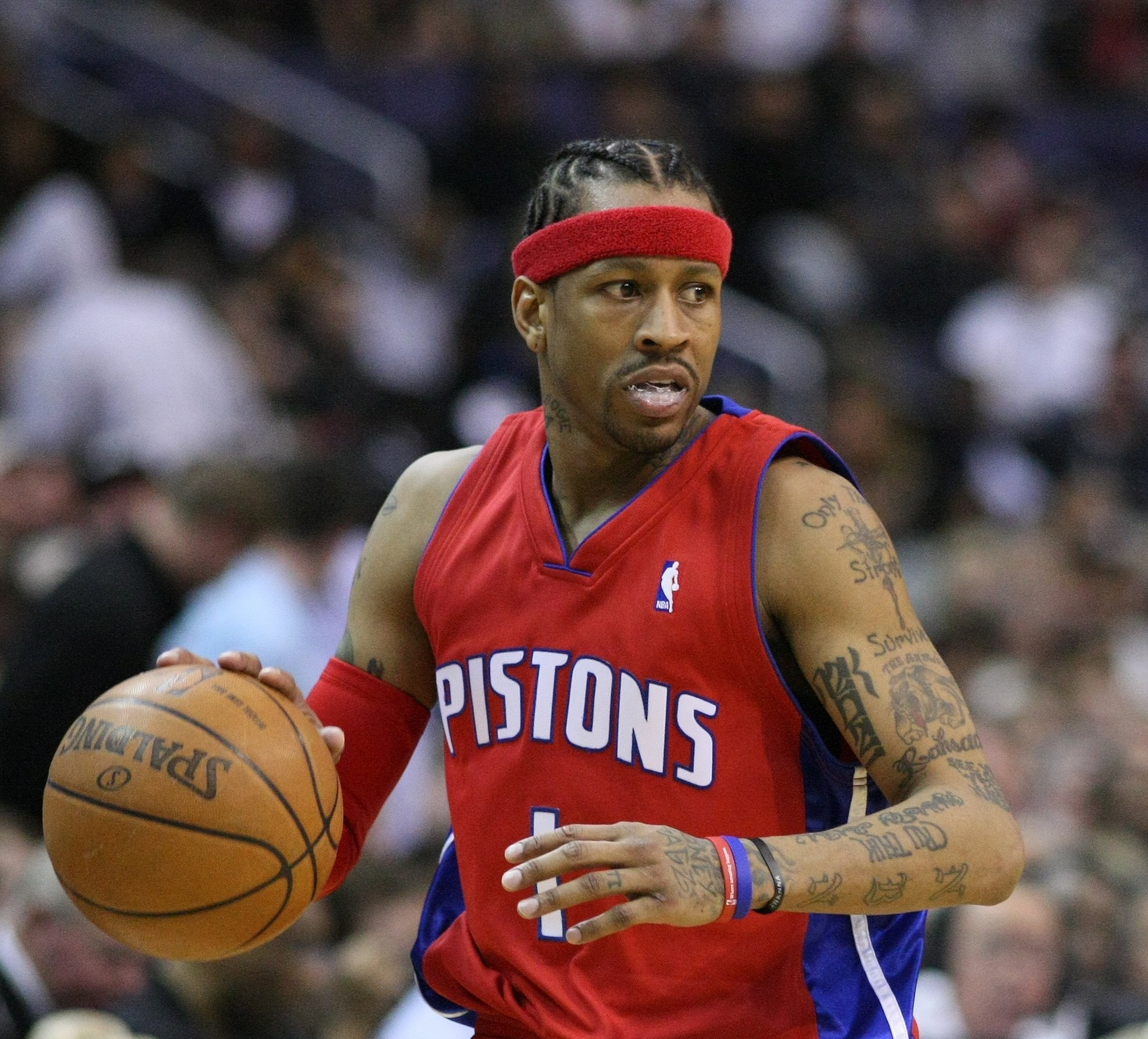
Allen Iverson (14e)

- Mise à jour à l'issue de la fin de la saison 2024-2025.

| Rang | Nom               | Poste          | Total d'interceptions | Matchs disputés | Moyenne en carrière | C |
| ---- | ----------------- | -------------- | --------------------- | --------------- | ------------------- | - |
| 1    | John Stockton     | Meneur         | 3 265                 | 1 504           | 2.17                | * |
| 2    | Chris Paul        | Meneur         | 2 717                 | 1 354           | 2.01                | ^ |
| 3    | Jason Kidd        | Meneur         | 2 684                 | 1 391           | 1.92                | * |
| 4    | Michael Jordan    | Arrière        | 2 514                 | 1 072           | 2.34                | * |
| 5    | Gary Payton       | Meneur         | 2 445                 | 1 335           | 1.83                | * |
| 6    | LeBron James      | Ailier         | 2 345                 | 1 562           | 1.50                | ^ |
| 7    | Maurice Cheeks    | Meneur         | 2 310                 | 1 101           | 2.09                | * |
| 8    | Scottie Pippen    | Ailier         | 2 307                 | 1 178           | 1.95                | * |
| 9    | Clyde Drexler     | Arrière        | 2 207                 | 1 086           | 2.03                | * |
| 10   | Hakeem Olajuwon   | Pivot          | 2 162                 | 1 238           | 1.74                | * |
| 11   | Alvin Robertson   | Arrière        | 2 112                 | 779             | 2.71                |   |
| 12   | Karl Malone       | Ailier fort    | 2 085                 | 1 476           | 1.41                | * |
| 13   | Mookie Blaylock   | Meneur         | 2 075                 | 889             | 2.33                |   |
| 14   | Allen Iverson     | Meneur         | 1 983                 | 914             | 2.16                | * |
| 15   | Derek Harper      | Meneur         | 1 957                 | 1 199           | 1.61                | ^ |
| 16   | Russell Westbrook | Meneur         | 1 955                 | 1 237           | 1.58                | ^ |
| 17   | Kobe Bryant       | Arrière        | 1 944                 | 1 346           | 1.44                | * |
| 18   | Isiah Thomas      | Meneur         | 1 861                 | 979             | 1.90                | * |
| 19   | Kevin Garnett     | Ailier fort    | 1 859                 | 1 462           | 1.27                | * |
| 20   | Andre Iguodala    | Ailier         | 1 765                 | 1 231           | 1.43                | ° |
| 21   | Shawn Marion      | Ailier         | 1 758                 | 1 163           | 1.51                | ° |
| 22   | Paul Pierce       | Ailier         | 1 752                 | 1 343           | 1.30                | * |
| 23   | Magic Johnson     | Meneur         | 1 724                 | 906             | 1.90                | * |
| 24   | Metta World Peace | Ailier         | 1 720                 | 991             | 1.74                | ° |
| 25   | Ron Harper        | Arrière        | 1 716                 | 1 009           | 1.70                |   |
| 26   | James Harden      | Arrière        | 1 715                 | 1 151           | 1.49                | ^ |
| 27   | Fat Lever         | Meneur         | 1 666                 | 752             | 2.21                |   |
| 28   | Charles Barkley   | Ailier fort    | 1 648                 | 1 073           | 1.53                | * |
| 29   | Gus Williams      | Meneur         | 1 638                 | 825             | 1.98                |   |
| 30   | Trevor Ariza      | Ailier         | 1 628                 | 1 118           | 1.46                | ° |
| 31   | Hersey Hawkins    | Arrière        | 1 622                 | 983             | 1.65                |   |
| 32   | Eddie Jones       | Arrière        | 1 620                 | 954             | 1.69                |   |
| 32   | Dwyane Wade       | Arrière        | 1 620                 | 1 054           | 1.54                | * |
| 34   | Rod Strickland    | Meneur         | 1 616                 | 1 094           | 1.47                |   |
| 35   | Thaddeus Young    | Ailier fort    | 1 612                 | 1 172           | 1.38                | ^ |
| 36   | Mark Jackson      | Meneur         | 1 608                 | 1 296           | 1.24                |   |
| 37   | Jason Terry       | Arrière        | 1 603                 | 1 410           | 1.14                | ° |
| 37   | Mike Conley       | Meneur         | 1 603                 | 1 172           | 1.37                | ^ |
| 39   | Terry Porter      | Meneur         | 1 588                 | 1 274           | 1.25                |   |
| 40   | Doc Rivers        | Meneur         | 1 563                 | 864             | 1.80                |   |
| 41   | Larry Bird        | Ailier         | 1 556                 | 897             | 1.73                | * |
| 42   | Doug Christie     | Arrière        | 1 555                 | 827             | 1.88                |   |
| 43   | Stephen Curry     | Meneur         | 1 553                 | 1 026           | 1.51                | ^ |
| 44   | Andre Miller      | Meneur         | 1 546                 | 1 304           | 1.19                | ° |
| 45   | Nate McMillan     | Meneur         | 1 544                 | 796             | 1.94                |   |
| 46   | Paul George       | Meneur         | 1 539                 | 908             | 1.69                | ^ |
| 47   | Jeff Hornacek     | Arrière        | 1 536                 | 1 077           | 1.42                |   |
| 48   | Chris Mullin      | Ailier/Arrière | 1 531                 | 986             | 1.55                | * |
| 49   | Vince Carter      | Arrière/Ailier | 1 530                 | 1 541           | 0.99                | * |
| 49   | Baron Davis       | Meneur         | 1 530                 | 835             | 1.83                | ° |

### Record d'interceptions sur un match de saison régulière
Voici les joueurs ayant interceptés le plus grand nombre de ballons, dans un match de saison régulière en NBA. Le record est détenu par Larry Kenon et Kendall Gill, avec 11 interceptions.
| Nombre | Joueur                | Equipe                    | Date              | Adversaire              |
| ------ | --------------------- | ------------------------- | ----------------- | ----------------------- |
| 11     | Larry Kenon           | Spurs de San Antonio      | 26 décembre 1976  | Kings de Kansas City    |
| 11     | Kendall Gill          | Nets du New Jersey        | 3 avril 1999      | Heat de Miami           |
| 10     | Jerry West            | Lakers de Los Angeles     | 7 décembre 1973   | SuperSonics de Seattle  |
| 10     | Larry Steele          | Trail Blazers de Portland | 16 novembre 1974  | Lakers de Los Angeles   |
| 10     | Fred Brown            | SuperSonics de Seattle    | 3 décembre 1976   | 76ers de Philadelphie   |
| 10     | Gus Williams          | SuperSonics de Seattle    | 22 février 1978   | Nets du New Jersey      |
| 10     | Eddie Jordan          | Nets du New Jersey        | 23 mars 1979      | 76ers de Philadelphie   |
| 10     | Johnny Moore          | Spurs de San Antonio      | 6 mars 1985       | Pacers de l'Indiana     |
| 10     | Lafayette "Fat" Lever | Nuggets de Denver         | 9 mars 1985       | Pacers de l'Indiana     |
| 10     | Clyde Drexler         | Trail Blazers de Portland | 10 janvier 1986   | Bucks de Milwaukee      |
| 10     | Alvin Robertson       | Spurs de San Antonio      | 18 février 1986   | Suns de Phoenix         |
| 10     | Alvin Robertson (2)   | Spurs de San Antonio      | 22 novembre 1986  | Clippers de Los Angeles |
| 10     | Ron Harper            | Cavaliers de Cleveland    | 10 mars 1987      | 76ers de Philadelphie   |
| 10     | Michael Jordan        | Bulls de Chicago          | 29 janvier 1988   | Nets du New Jersey      |
| 10     | Alvin Robertson (3)   | Spurs de San Antonio      | 11 janvier 1989   | Rockets de Houston      |
| 10     | Alvin Robertson (4)   | Bucks de Milwaukee        | 19 novembre 1990  | Jazz de l'Utah          |
| 10     | Kevin Johnson         | Suns de Phoenix           | 9 décembre 1993   | Bullets de Washington   |
| 10     | Clyde Drexler (2)     | Rockets de Houston        | 1er novembre 1996 | Kings de Sacramento     |
| 10     | Mookie Blaylock       | Hawks d'Atlanta           | 14 avril 1998     | 76ers de Philadelphie   |
| 10     | Michael Finley        | Mavericks de Dallas       | 23 janvier 2001   | 76ers de Philadelphie   |
| 10     | Brandon Roy           | Trail Blazers de Portland | 24 janvier 2009   | Wizards de Washington   |
| 10     | Draymond Green        | Warriors de Golden State  | 10 février 2017   | Grizzlies de Memphis    |
| 10     | Lou Williams          | Clippers de Los Angeles   | 20 janvier 2018   | Jazz de l'Utah          |
| 10     | T. J. McConnell       | Pacers de l'Indiana       | 3 mars 2021       | Cavaliers de Cleveland  |